# ヴァルテッリ・モレン
ヴァルテッリ・モレン（Valtteri Moren、1991年6月15日 - ）は、フィンランド・ヴァンター出身のプロサッカー選手。フィンランド代表。HJKヘルシンキ所属。ポジションは、ディフェンダー。

## 経歴

### HJKヘルシンキ
2007年からHJKヘルシンキのユースチームでプレーを始め、2009年シーズンにリザーブチームのクルビ04に昇格した。2010年シーズンはトップチームとリザーブチームを行き来した。

### ワースラント＝ベフェレン
2015年7月、ワースラント＝ベフェレンと3年契約を結んだ。

### HJKヘルシンキ復帰
2020年7月、古巣のHJKヘルシンキに復帰した。

## 代表歴
2013年10月にサンディエゴで開催されたメキシコとの親善試合で、 62分から途中出場しフル代表デビュー。

### ゴール
| #  | 開催日        | 会場                           | 対戦国     | スコア | 結果 | 試合概要                | ref   |
| -- | ------------- | ------------------------------ | ---------- | ------ | ---- | ----------------------- | ----- |
| 1. | 2014年5月31日 | Ventspils Olimpiskais Stadions | エストニア | 2–0    | 2–0  | 2014 バルティックカップ | [ 4 ] |

## タイトル

### クラブ
HJKヘルシンキ
- ヴェイッカウスリーガ: 2010, 2011, 2012, 2013, 2014
- フィンランド・カップ: 2011
- リーガカップ: 2015